# Rosalie Crutchley
Rosalie Crutchley, née le 4 janvier 1920 à Londres (Angleterre, Royaume-Uni), ville où elle est morte le 28 juillet 1997, est une actrice britannique.

## Biographie
Rosalie Crutchley débute au théâtre dans les années 1940, jouant notamment à Londres (voir la liste sélective ci-dessous).
Au cinéma, entre 1947 et 1996, elle participe à quarante-cinq films, britanniques surtout, mais également américains. Mentionnons son rôle d’Acté en 1951, dans Quo Vadis, face à Deborah Kerr et Peter Ustinov, ou encore celui de Mme Dudley en 1963, dans La Maison du diable, aux côtés de Julie Harris et Claire Bloom.
À la télévision, elle contribue à dix-huit téléfilms, les deux premiers diffusés en 1947 et 1948, le dernier en 1995 ; trois d'entre eux sont en fait des représentations téléfilmées de trois pièces de William Shakespeare, Roméo et Juliette (1947), Le Roi Lear (1948) et Le Conte d'hiver (1962). Elle collabore également à soixante-seize séries, de 1951 à 1997 — année de sa mort —, dont Le Prisonnier (épisode 9 Échec et mat).

## Théâtre (sélection)
Pièces jouées à Londres, sauf mention contraire
- 1944-1945 : The Circle de William Somerset Maugham, avec Leslie Banks, John Gielgud
- 1945 : Le Songe d'une nuit d'été (A Midsummer Night's Dream) de William Shakespeare, avec Peggy Ashcroft, Leslie Banks, John Gielgud
- 1945-1946 : The Recruiting Officer de George Farquhar ; Pygmalion de George Bernard Shaw ; Comme il vous plaira (As you Like it) de William Shakespeare ; And no Birds sing de Jenny Laird (saison, à Liverpool)
- 1953 : Une maison de poupée (titre original : Et Dukkehjem ; titre anglais : A Doll's House) d'Henrik Ibsen, avec Mai Zetterling
- 1956 : Les Sorcières de Salem (The Crucible) d'Arthur Miller, mise en scène par George Devine et Tony Richardson, avec Alan Bates, Nigel Davenport, Joan Plowright, Robert Stephens, Mary Ure

## Filmographie partielle

### Cinéma
- 1947 : Je cherche le criminel (Take my Life) de Ronald Neame
- 1951 : Quo Vadis de Mervyn LeRoy
- 1953 : La Rose et l'Épée (The Sword and the Rose) de Ken Annakin
- 1953 : Tonnerre sur Malte (Malta Story) de Brian Desmond Hurst
- 1954 : Flame and the Flesh de Richard Brooks
- 1956 : Le Jardinier espagnol (The Spanish Gardener) de Philip Leacock
- 1956 : Le Secret du docteur Boronski (en) (The Gamma People) de John Gilling
- 1957 : Les Sept Tonnerres (Seven Thunders) d'Hugo Fregonese
- 1958 : Sous la terreur (A Tale of Two Cities) de Ralph Thomas
- 1959 : Au risque de se perdre (The Nun's Story) de Fred Zinnemann
- 1959 : Fils de forçat (Beyond this Place) de Jack Cardiff
- 1960 : Amants et Fils (Sons and Lovers) de Jack Cardiff
- 1961 : Pas d'amour pour Johnny (No Love for Johnnie) de Ralph Thomas
- 1962 : Freud, passions secrètes (Freud ou Freud, the Secret Passion) de John Huston
- 1963 : La Maison du diable (The Haunting) de Robert Wise
- 1963 : L'Étrange Mort de Miss Gray (Girl in the Headlines) de Michael Truman
- 1964 : Et vint le jour de la vengeance (Behold the Pale Horse) de Fred Zinnemann
- 1970 : Les Hauts de Hurlevent (Wuthering Heights) de Robert Fuest
- 1971 : Violence et sexe aux temps préhistoriques (Creatures the World Forgot) de Don Chaffey
- 1971 : La Momie sanglante (Blood from the Mummy's Tomb) de Seth Holt
- 1971 : Mais qui a tué tante Roo ? (Whoever slew Auntie Roo ?) de Curtis Harrington
- 1972 : L'Homme de la Manche (Man of La Mancha) d'Arthur Hiller
- 1973 : And Now the Screaming Starts! de Roy Ward Baker
- 1974 : Mahler de Ken Russell
- 1976 : Le Message (titre arabe : Ar Risala’ - الرسالة ; titre anglais : Mohammad, Messenger of God) de Moustapha Akkad (version anglaise)
- 1983 : La Forteresse noire (The Keep) de Michael Mann
- 1988 : Un monde à part (A World Apart) de Chris Menges
- 1994 : Quatre mariages et un enterrement (Four Weddings and a Funeral) de Mike Newell
- 1996 : Saint-Ex d'Anand Tucker

### Télévision

#### Séries télévisées
- 1956 : Colonel March ou Les Aventures du Colonel March (Colonel March of Scotland Yard), épisode 7 Message interplanétaire (Death in Inner Space)
- 1967 : Le Prisonnier (The Prisoner), épisode 9 Échec et mat (Checkmate) de Don Chaffey
- 1974 : La Chute des aigles (Fall of Eagles), épisode 11 Tell the King the Sky is falling
- 1975 : North and South, mini-série en 4 épisodes, d'après le roman éponyme  d'Elizabeth Gaskell : Mrs Thornton
- 1984 : Miss Marple, épisode 5 L'Affaire Protheroe (The Murder and the Vicarage) de Julian Amyes
- 1985 : Sherlock Holmes (The Adventures of Sherlock Holmes), Saison 2, épisode 3 épisode 3 Le Promoteur (The Norwood Builder)
- 1993 : Hercule Poirot (série TV, saison 5, épisode 6 : La Boîte de chocolats) : Madame Deroulard
- 1997 : Inspecteur Barnaby (Midsomer Murders), épisode pilote Meurtres à Badger's Drift (The Killings at Badger's Drift)

#### Téléfilms
- 1947 : Roméo et Juliette (Romeo and Juliet) de Michael Barry :
- 1948 : King Lear de Royston Morley : Goneril
- 1956 : The Gambler de Tony Richardson :
- 1962 : Le Conte d'hiver (The Winter's Tale) de Don Taylor (en) :
- 1968 : The Visitors de Mike Newell :
- 1984 : Antigone de Don Taylor (en) (adaptation d’Antigone de Sophocle) :